# Portail européen des archives
Le Portail européen des archives est un portail d'archives dont le but est la mise en commun des instruments de recherches produits par les services d’archives des pays membres de l’Union européenne.
Lancé en 2011 par les Archives nationales de 14 États membres, réunis au sein du projet APEnet (2009-2012), rebaptisé ensuite APEx (2012-2015), il a été soutenu par la Commission européenne dans le cadre du programme eContentplus. Il s’est étendu progressivement aux services d’archives publics de tous les États membres de l’UE ainsi qu’à ceux de Suisse, d’Islande, de Norvège, de Serbie, du Liechtenstein et de Géorgie. Il offre l’accès à des centaines de milliers d'analyses de documents.